# Carleen Hutchins
Carleen Hutchins (Springfield, Massachusetts, USA, 1911. május 24. – Wolfeboro, New Hampshire, 2009. augusztus 7.) amerikai hangszerkészítő. Korábban középiskolai tanár volt. Leginkább a hegedűk akusztikája területén végzett kutatásairól ismert, és arról, hogy az 1950-es-’60-as években megtervezett egy nyolctagú hegedűcsaládot, melyet ma hegedűoktettként ismernek (köztük a vertikális brácsát).
1963-ban egyik alapítója volt a Catgut Acoustical Societynek, ami tudományos betekintést nyújt a hegedűcsaládba illő új hangszerek készítésébe. 2002–2003-ban Hutchins hegedűoktettje egy kiállítás tárgyát képezte a New York-i Metropolitan Museum of Artban. Hutchins alapította az Új Hegedűcsalád Szervezetet. Több mint 100 technikai témájú írást jelentetett meg, szerkesztője volt két tanulmánygyűjteménynek a hegedűakusztikáról.
A róla elnevezett Hutchins Consort kaliforniai zenekar mind a nyolc hegedűt megszólaltatja.